# 玉里媽祖宮
玉里媽祖宮，台灣花蓮縣玉里鎮廟宇，主祀天上聖母，乃從彰化南瑤宮分火而來，花蓮南部區域最大的媽祖廟。

## 沿革
玉里媽祖信仰可追溯民國48年（1959年）八七水災之後，台灣中南部受創嚴重，許多災民流離失所，部分遷移至花蓮玉里居住，其中有災民手持彰化南瑤宮的媽祖令旗一路相伴，便在玉里當地誠心供奉，後續約莫六十餘人集組神明會「媽祖會」，有信士梁漢清者出資來雕塑媽祖金身，信眾乃重返彰化南瑤宮，恭請南瑤宮媽祖降駕分靈，此為「玉里媽祖」金身之由來。
玉里媽祖聖像最初並無建廟供奉，而是採行「爐主制度」，輪流安奉於不同信眾住處之中。民國86年（1997年），媽祖金身遷祀至玉里鎮啟模里，置「順天宮」供奉；但因地處偏遠，信眾朝拜不便，又再度遷祀回各家爐主住處輪替。民國97年（2008年），適逢花蓮港天宮媽祖出巡賑災行經瑞穗鄉舞鶴村時，玉里媽忽有感應，隨即出鑾協助港天媽共同賑災救濟，並降旨曰：「金身既出，宜擇靈地，彰益聖法，護佑眾生。」地方信眾聞訊，當即籌組「玉里鎮媽祖宮籌建委員會」，由黃裕泉出任首屆主任委員。
民國98年（2009年），委員會的蔡榮興同意免費出借約2000坪位於大禹里的土地予媽祖宮蓋廟。玉里媽祖宮於民國98年（2009年）十一月動工，民國99年（2010年）二月農曆春節前竣工，農曆三月廿三（國曆4月25日）適逢媽祖聖誕，正式恭請媽祖金身入火安座，時任花蓮縣長傅崑萁也親赴現場，出席揭匾典禮，共襄盛舉。
玉里媽祖宮主殿建築佔地面積約100坪，主殿的工程經費約斥資新台幣三百五十萬餘元。

## 圖輯

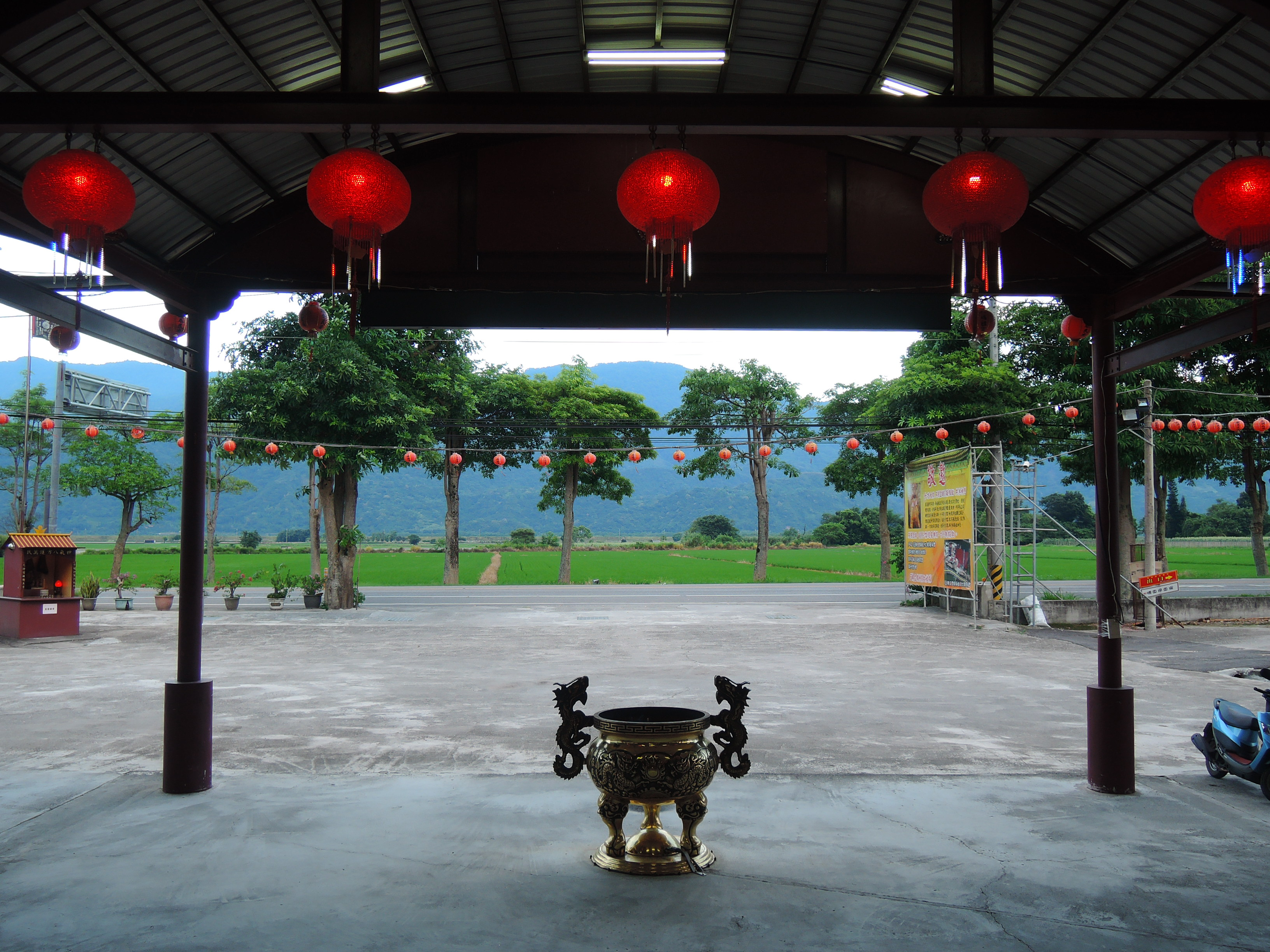
廟埕、朝天爐
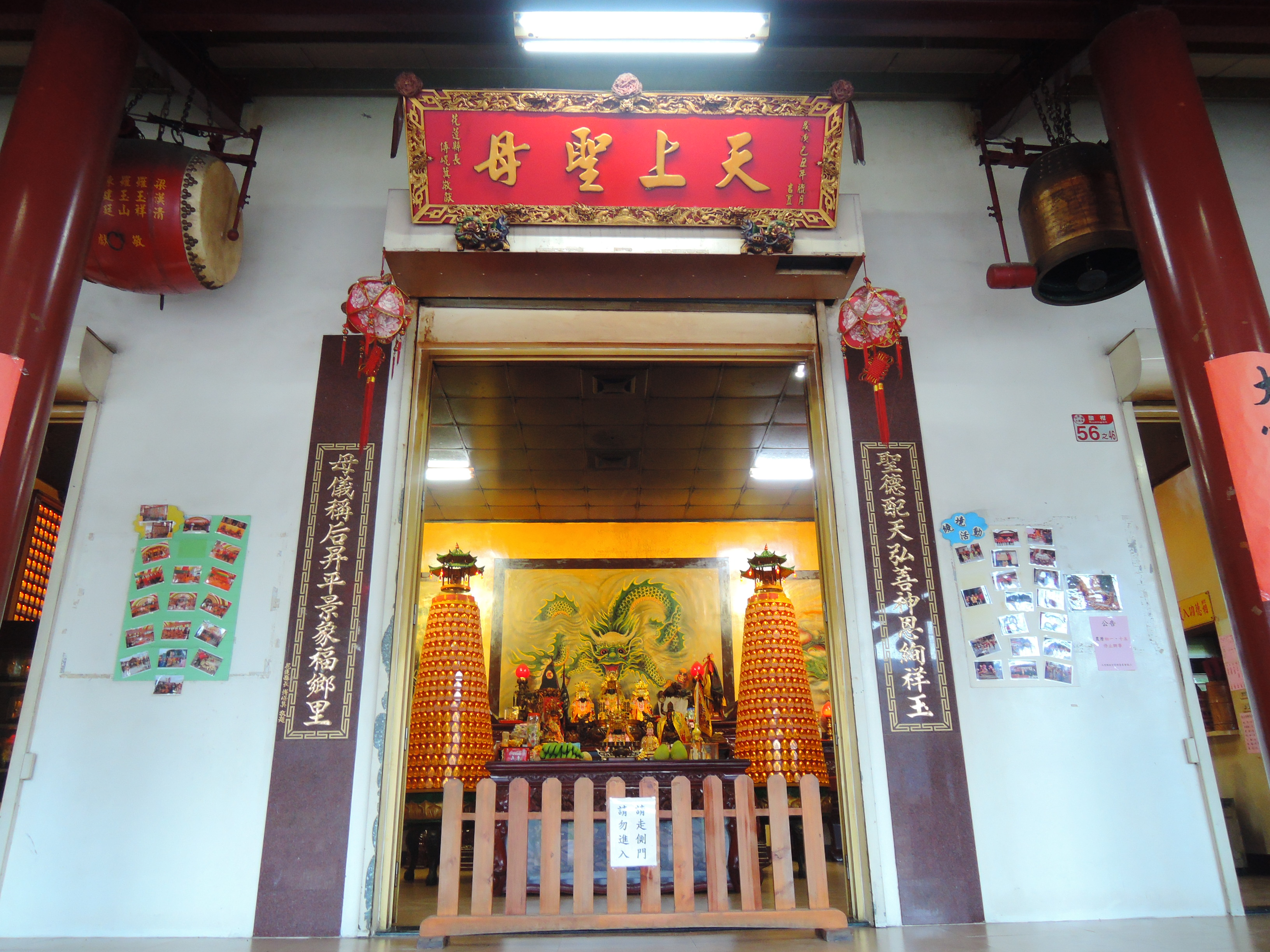
匾額、門聯
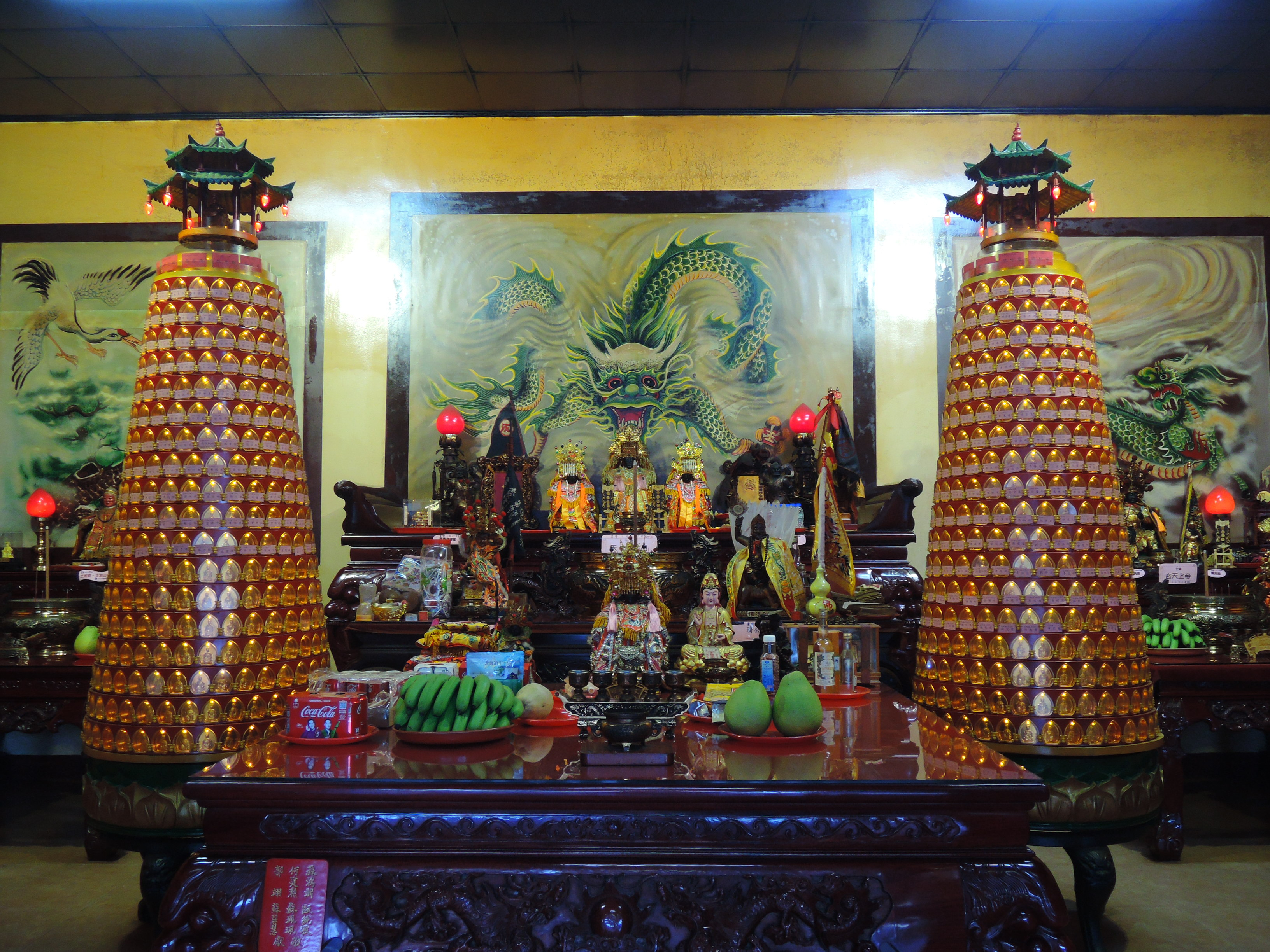
神明廳
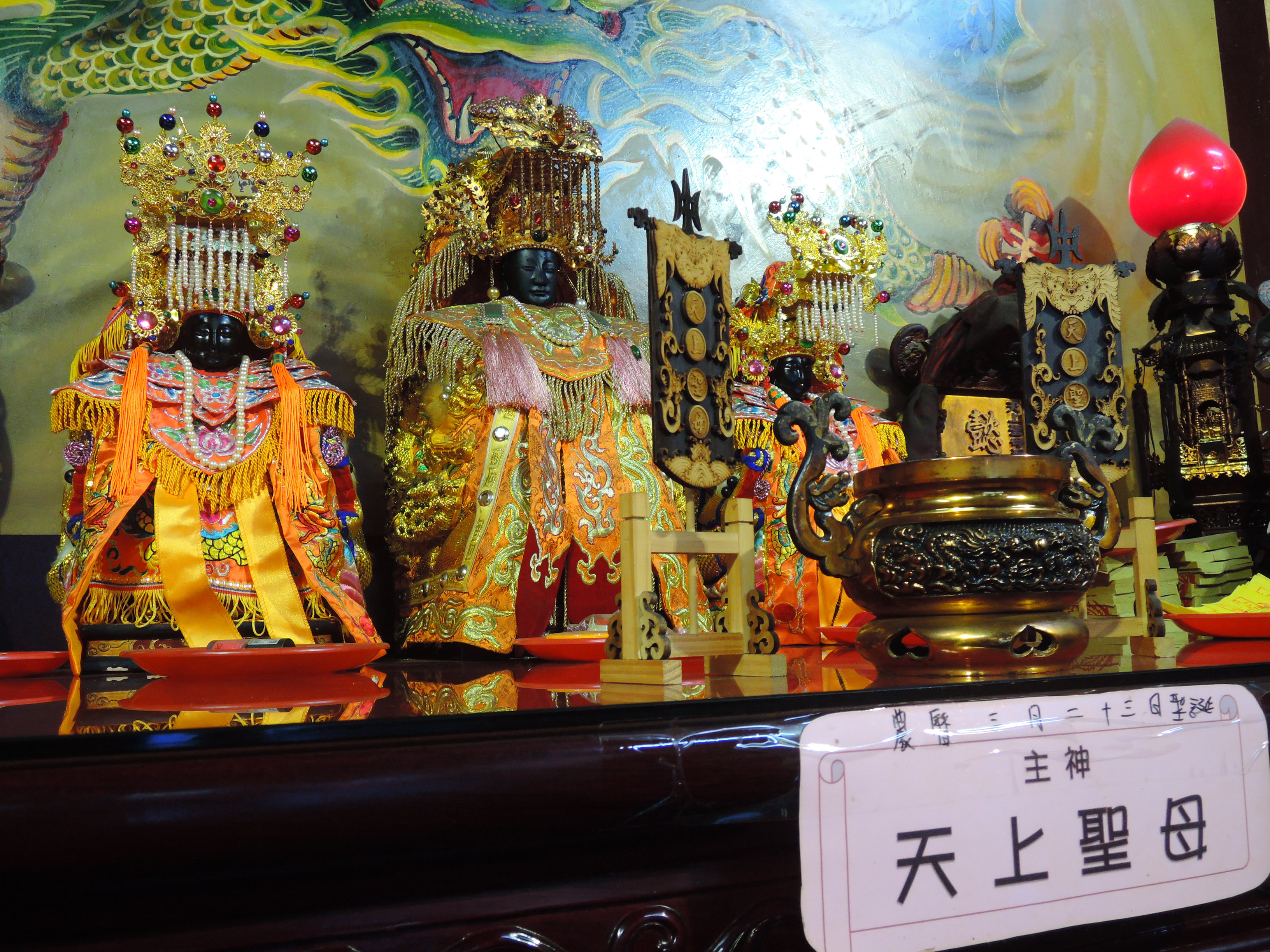
天上聖母像
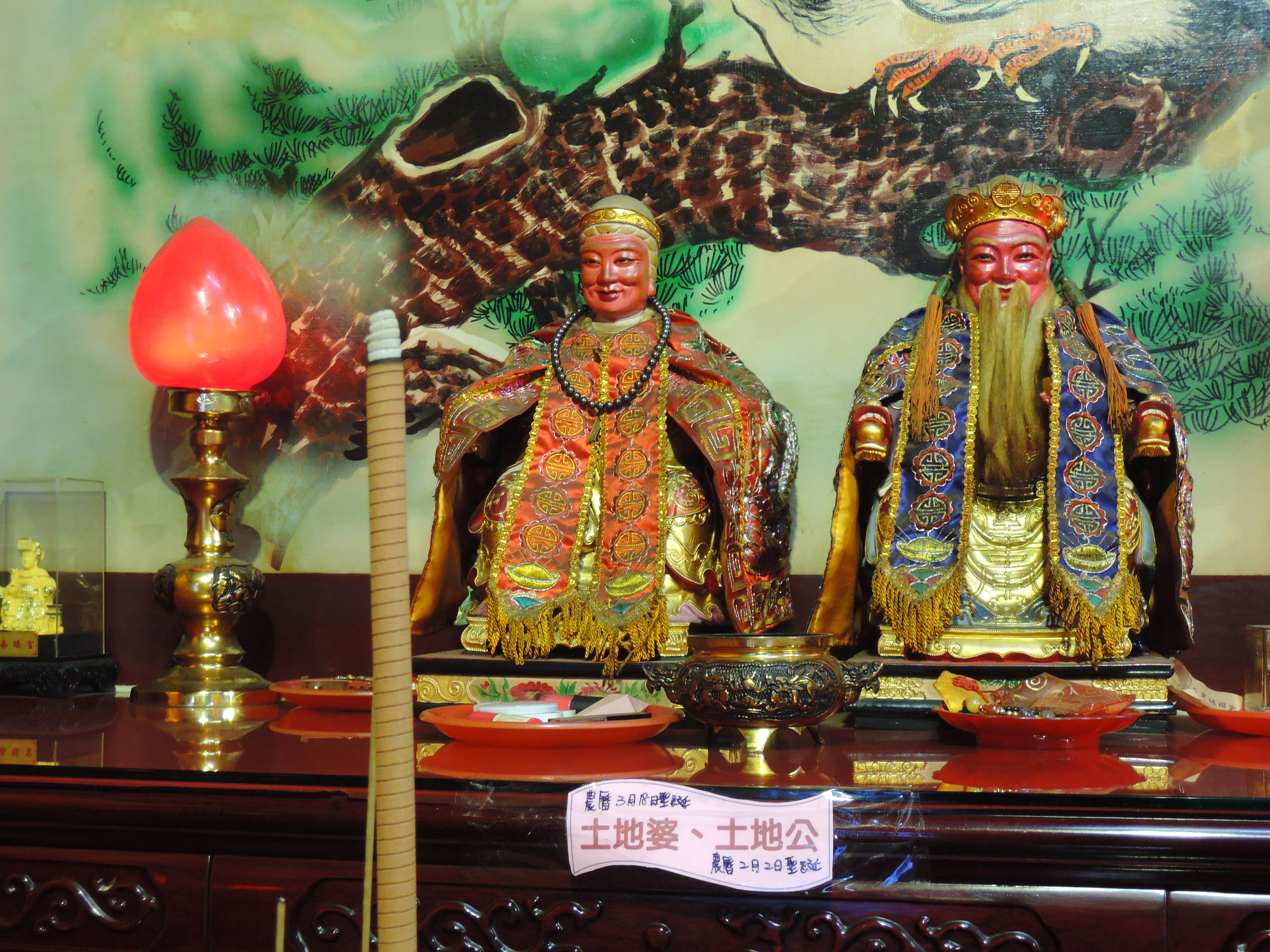
土地公、土地婆
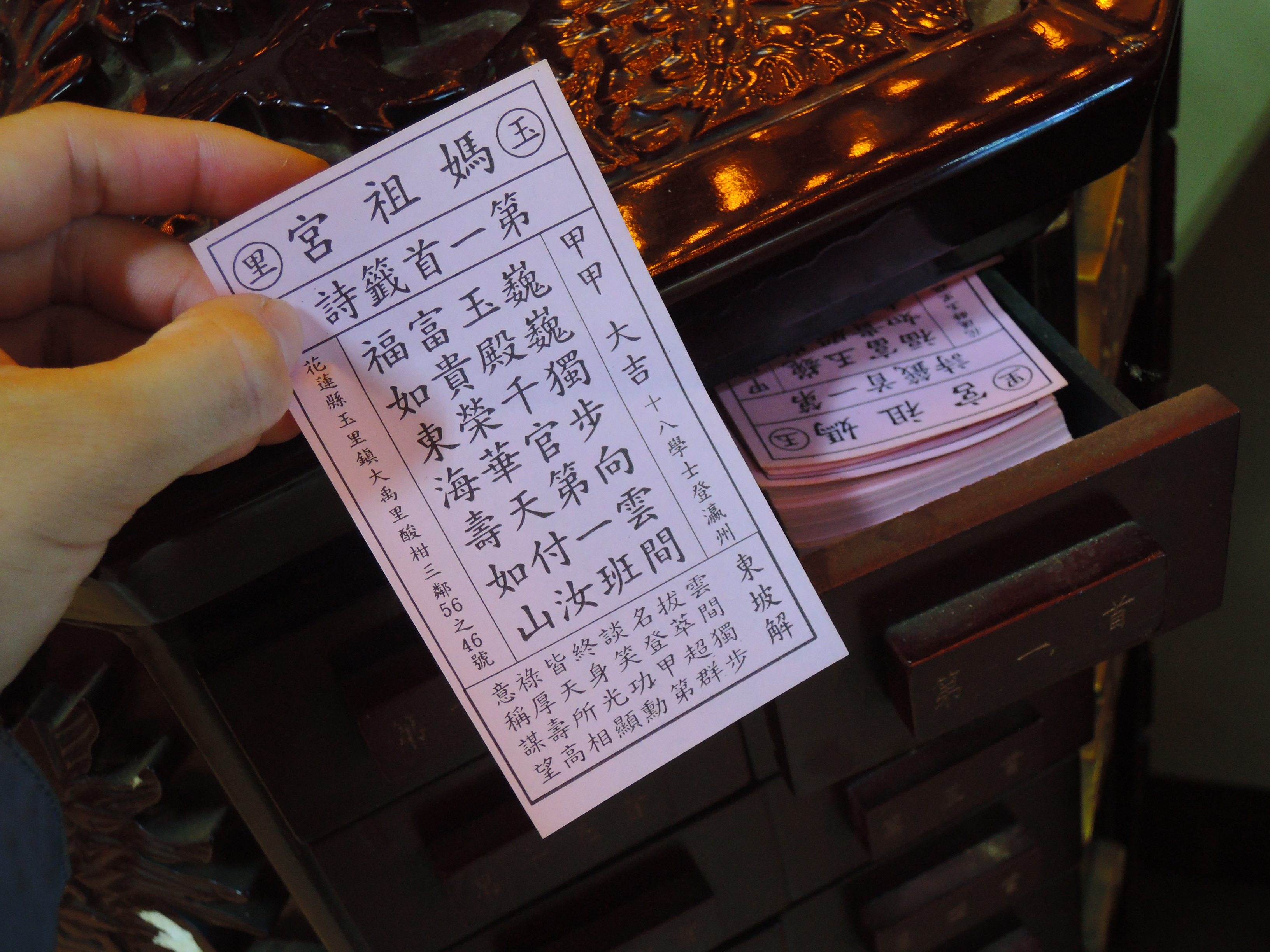
雷雨師籤

## 外部連結

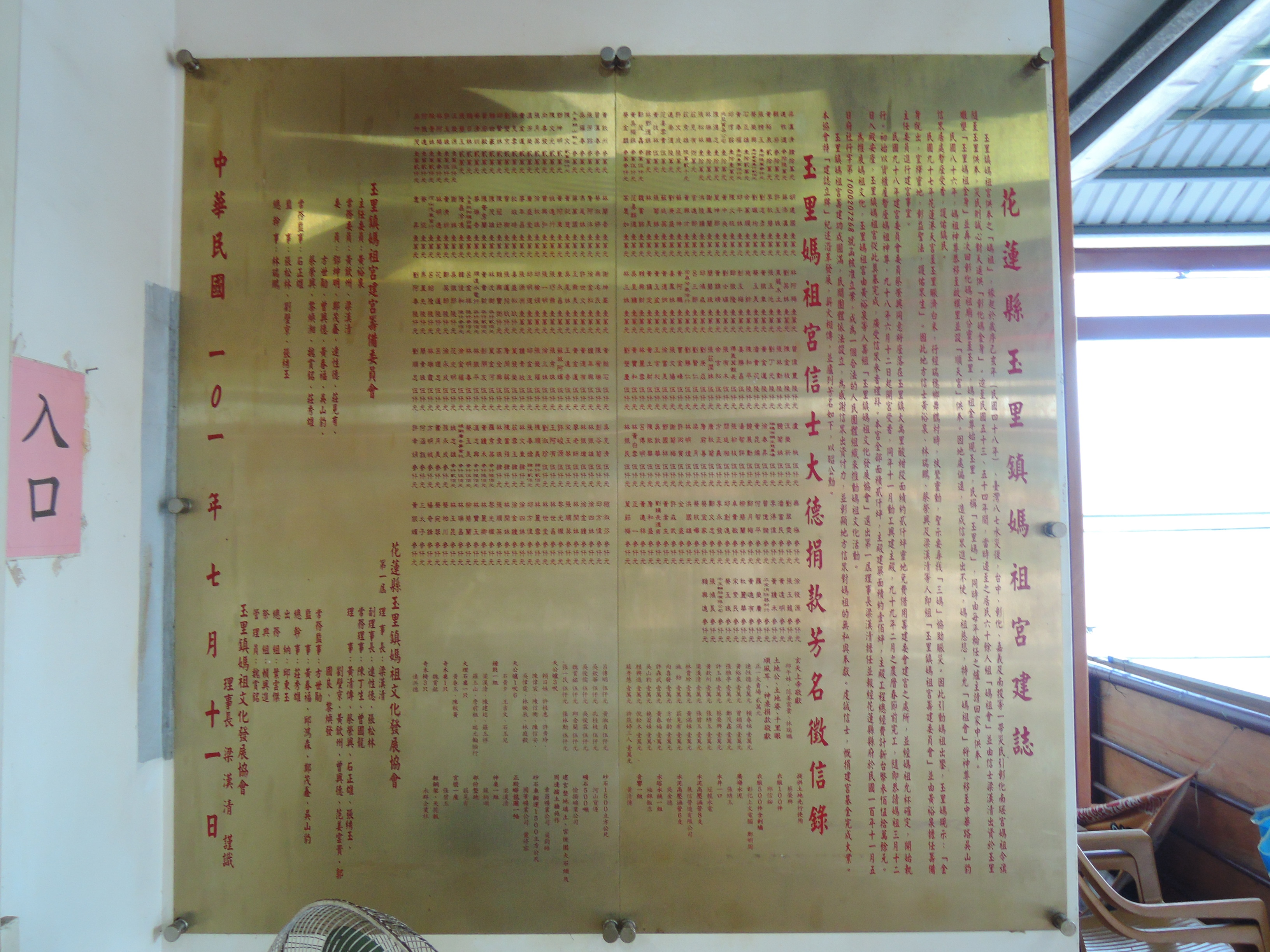
玉里媽祖宮建誌

- 玉里媽祖宮建誌玉里媽祖宮的Facebook專頁